# Arbury Hall
Pour les articles homonymes, voir Arbury.
Arbury Hall est une maison de campagne classée Grade I à Nuneaton, Warwickshire, Angleterre, et la maison ancestrale de la famille Newdigate, plus tard les familles Newdigate-Newdegate et Fitzroy-Newdegate (vicomte Daventry).

## Histoire

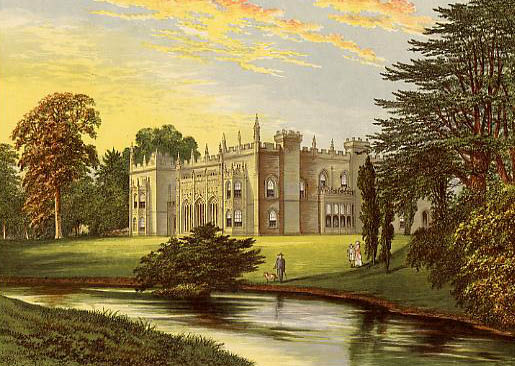
Arbury Hall vers 1880

La maison est construite sur le site de l'ancien prieuré d'Arbury dans un mélange d'architecture néo-gothique Tudor et du XVIIIe siècle, cette dernière étant l'œuvre de Sir Roger Newdigate d'après des plans de Henry Keene.
L'auteur du XIXe siècle George Eliot (Mary Anne Evans) est née dans l'une des fermes du domaine en 1819, fille de l'agent foncier du domaine.
En 1911, Sir Francis Alexander Newdigate Newdegate érige, à Arbury Hall, un monument à la mémoire de George Eliot. Elle a immortalisé Arbury Hall en tant que "Cheverel Manor" dans Scenes of Clerical Life, où il sert de décor à "Mr Gilfil's Love Story".
Le film Angels & Insects (1995) est entièrement tourné à Arbury Hall et dans l'enceinte. Arbury Hall est également utilisé comme Hoxley Manor fictif dans la série télévisée de la BBC Land Girls (2009).